# انتفاضة تفير 1327
انتفاضة تفير 1327 (بالروسية: Тверское восстание) هي أول انتفاضة كبرى ضد خانية القبيلة الذهبية من قبل شعب فلاديمير. وقد قُمعت بوحشية عبر الجهود المشتركة للقبيلة الذهبية، ودوقية مسكوفي، وسوزدال. في ذلك الوقت، كانت دوقية موسكوفي وإمارة فلاديمير في حالة تنافس على الهيمنة، وأنهت هزيمة فلاديمير الكلية صراع ربع قرن من أجل السلطة بشكل فعلي. وأصبحت القبيلة الذهبية فيما بعد عدوًا لموسكوفي، ولم تتحرر روسيا من النفوذ المغولي حتى الوقفة العظيمة على نهر أوغرا عام 1480، بعد أكثر من قرن.

## الخلفية
في أوائل القرن الثالث عشر، غزت الإمبراطورية المغولية روس الكييفية وشرعت في السيطرة على ولايات روس. وكانت دوقية فلاديمير من بين أهم هذه الولايات، إذ كانت أقوى إمارة في روس في ذلك الوقت. كان مدى قوة المغول عظيمًا لدرجة أن القبيلة الذهبية كانت تمتلك القدرة على إصدار «يارليغ»، أو مرسوم، يسمح لأمراء روس بالحكم على أراضيهم، فقط إذا أقسموا الولاء للإمبراطورية المغولية. وعندما أُسقطت الثقة عن حكم أمراء فلاديمير، بدأت الفصائل المختلفة في الإمارة تتدافع لأجل السلطة، وقسمت المنطقة نفسها إلى عدة ولايات، بينها تفير وموسكو وغيرهم. اعترفت جميع هذه الدول بحكم أمير فلاديمير، لكن السلطة أصبحت اسمية في أحسن الأحوال في مطلع القرن الرابع عشر.
في خريف عام 1326، تلقى ألكسندر، أمير تفير، مرسومًا من السلطان المغولي أوزبك خان، يأذن للأمير بأن يحكم فلاديمير. بعد نحو عام من ذلك، وصل ابن عم أوزبك، تشول خان، إلى تفير بحاشية كبيرة وأخرج ألكسندر من قصر الأمير في انقلاب واضح على الضمان السابق. بعد ذلك، استقر تشول خان في منزل ألكسندر السابق، وبدأ حملة اضطهاد ضد مسيحيي تفير حيث ارتكبت العديد من الفظائع، بما في ذلك الاغتصاب والسطو والضرب. وانتشرت شائعة بين الناس حول خطة مغولية لقتل جميع أمراء إمارة فلاديمير يوم رقاد السيدة العذراء، وجعل تشول خان الحاكم الجديد لتفير، وإجبار الناس على اعتناق الإسلام، على الرغم من أن حقيقة الشائعة لم تكن مثبتة. لجأ أهل تفير إلى ألكسندر لمعالجة القضية، لكنه حثهم على «الصبر».

## الأحداث
على الرغم من نصيحة ألكسندر، اندلع تمرد في 15 أغسطس عام 1327، بعد أن حاول رجال تشول خان مصادرة فرس من شماس محلي يدعى دودكو؛ اجتمع الناس لحماية دودكو، وانتشروا فيما بعد وبدأوا بمهاجمة القوات المغولية في جميع أنحاء المدينة. حاول تشول خان حماية نفسه ضد الحشود داخل القصر، ولكن حين أشعلت النار بالمبنى، لقي حتفه. ذُبح التتار في جميع أنحاء تفير، بما في ذلك تجار التتار. يعتقد بعض المسجلين والمؤرخين الحديثين أن ألكسندر من حرض على الانتفاضة، ولكن هذا غير مرجح نظرًا للعواقب التي قد تترتب على مثل هذا التمرد العنيف. لكنه لم يتخذ أي إجراءات لقمع التمرد.
سارع أمير موسكو، إيفان كاليتا، المنافس العتيق لأمراء تفير، للاستفادة من الانتفاضة من أجل اثبات تفوقه. تحالف إيفان مع القبيلة الذهبية وتطوع للمساعدة في استعادة سلطة المغول على تفير. في المقابل، وعد أوزبك بجعل إيفان الدوق الأكبر، وتعزيز جيشه بخمسين ألف محارب مغولي تحت قيادة خمسة جنرالات مغوليين. ثم انضم أمير سوزدال إلى الحملة العقابية الروس - المغولية التي عرفت في ما بعد باسم «جيش فيدورتشوك»، تيمنًا باسم قائد التتار فيدورتشوك.
ردًا على ذلك، أخذ جيش الروس - المغولي عشرات الأسرى وأحرقوا قرى بأكملها. هرب ألكسندر إلى مدينة نوفغورود، وأبعد عنها، ثم اتجه إلى بسكوف، حيث أصبح الأمير هناك، هربًا من أسر إيفان. تمكنت نوفغورود من تجنب غضب الجيش لإشراكه مع الأمير من خلال دفع ألفي هريفنا فضية للقبيلة المغولية وتقديم العديد من الهدايا لهم. في غضون ذلك، طالب إيفان وحلفاؤه بتسليم ألكسندر من بسكوف، وطرد المطران ثيوغنستوس من كييف الأمير وجميع سكان بسكوف من الكنيسة. ومن أجل تخفيف خطر الغزو عن مدينته المضيفة، هرب ألكسندر مرة أخرى إلى ليتوانيا عام 1329، حيث بقي هناك لأكثر من عام.